# William Magalhães
William Magalhães (Rio de Janeiro, 21 de dezembro de 1965) é um pianista, arranjador e produtor musical brasileiro. É filho do saxofonista Oberdan Magalhães, fundador da Banda Black Rio, e que foi desfeita em 1994, um ano após a morte de seu fundador. Em 2000, William Magalhães retomou as atividades do grupo.
Trabalhou como músico e arranjador em discos de vários músicos do cenário da música popular brasileira, como Gilberto Gil, Gal Costa, Caetano Veloso, Ed Motta, Marina Lima, Daniela Mercury, Kid Abelha e Paralamas do Sucesso, entre outros. William tem três filhos; Sumaya Magalhães, Amanda Magalhães e Matthews Magalhães seguem também a carreira artística.